# Mülinen (Adelsgeschlecht)

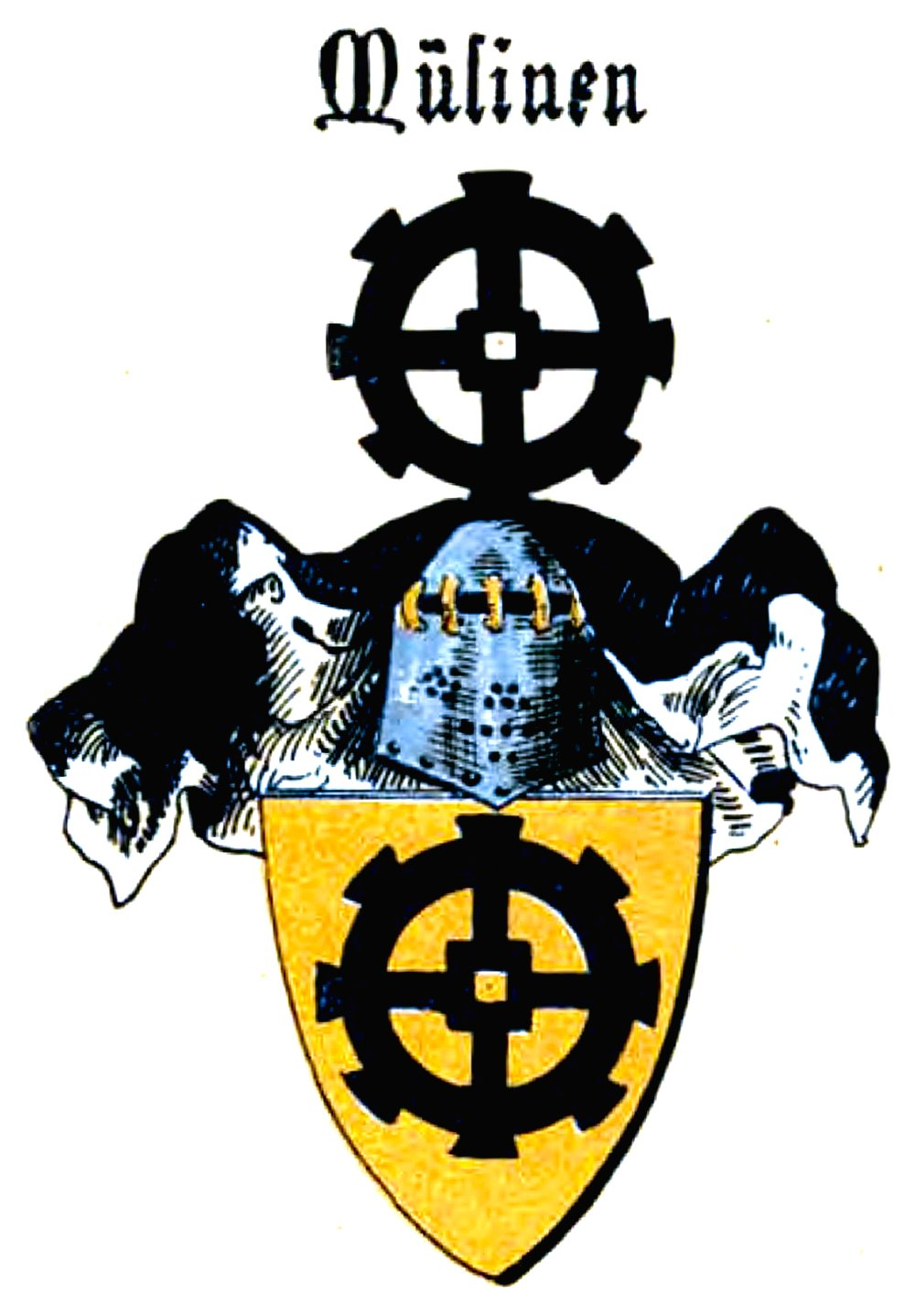
Wappen derer von Mülinen (aus „Die Helden von Sempach“)

Die Familie von Mülinen ist ein Aargauer Rittergeschlecht aus Mülligen AG, später habsburgische Ministerialen in der Schweiz. Seit dem 15. Jahrhundert zählen die Mülinen zum bernischen Patriziat. Einige Familienmitglieder führten den Titel eines Reichsgrafen von Mülinen. Das Geschlecht ist 2008 im Mannsstamm ausgestorben.

## Geschichte
Das Geschlecht erscheint 1140 erstmals urkundlich mit Adalbertus laicus des Mulinis und beginnt 1221 seine Stammreihe mit Conrad, genannt der Rothe.
Ein weiterer Namensträger ist Peter von Mülinen († 1287), Schultheiss von Brugg. Sein Sohn Berchtold († 1344) erwarb 1301 oder 1311 die Herrschaften Kasteln und Ruchenstein. Henmann († 1421) wurde 1407 Burger von Bern und ab 1414 Herr zu Schinznach. Hans Friedrich († 1491) erwarb 1464 das Bernische Bürgerrecht und durch seine Heirat mit Barbara von Scharnachthal die Herrschaft Brandis. Er begründete den Berner Zweig und die Familie saß seit 1500 im Großen Rat, im kleinen Rat seit 1517.
Laut dem Familienchronisten Berchtold von Mülinen sei jene «Ida aus dem Aargau», mit der König Rudolf von Habsburg den unehelichen Sohn Albrecht von Löwenstein († 1304) zeugte, Ida von Schenkenberg gewesen. Die mütterlichen Vorfahren des Albrecht von Schenkenberg-Löwenstein waren die Freiherren und Schenken von Schenkenberg.

„Herr Albrecht von Mülinen, des Herzogs Rath, sein Sohn Hermann, ferner Niclas, auch des Herzogs Rath, und noch drei Mülinen. Sie sassen zu Casteln und Wildenstein im Aargau. Schon in König Rudolfs Schlachten hatte Peter Mülinen, der Schultheiss von Brugg, Habsburgs Banner vorangetragen und war damit rühmlich gefallen. Albrechts Grossvater Berchtold stritt für König Albrechts Söhne und soll von Fridrich dem Schönen die Reichsfarben in's Wappen bekommen haben statt des frühern Weiss und Roth; in den Kriegen jener Zeit ward die Burg Mülinen bei Habsburg ein Raub der Flammen. Herr Albrecht war des Herzogs Freund, und Leopold hatte ihm zur Hochzeit mit Cäcilie von Reinach einen prächtigen Becher mit Oesterreichs und der Mülinen Wappenschildern geschenkt, welchen die Nachkommen, sowie auch einen Theil des damaligen Grundbesitzes, die Lehen von Oberflach, noch heut bewahren. Er ruht in Königsfelden. Cäcilie, welcher die Mordschlacht von Sempach so viele ihrer Lieben geraubt, nahm den Schleier, sie ist es, welche die Andenken in der Kapelle der Königin Agnes zu Königsfelden errichtete. Auch im folgenden Jahrhunderte, als fast der ganze übrige Adel von Friedel mit der leeren Tasche abgefallen war, und jederzeit glänzten die Mülinen durch ritterliche Treue. Sie blühen jetzt zu Bern im österreichischen Grafenstande.“

## Wappen
Das Stammwappen zeigt in Gold ein schwarzes Mühlrad von vier Speichen. Auf dem Helm mit schwarz–silbernen (auch schwarz–goldenen) Helmdecken das Mühlrad in schwarz (oder gold).
Historische Wappenbilder

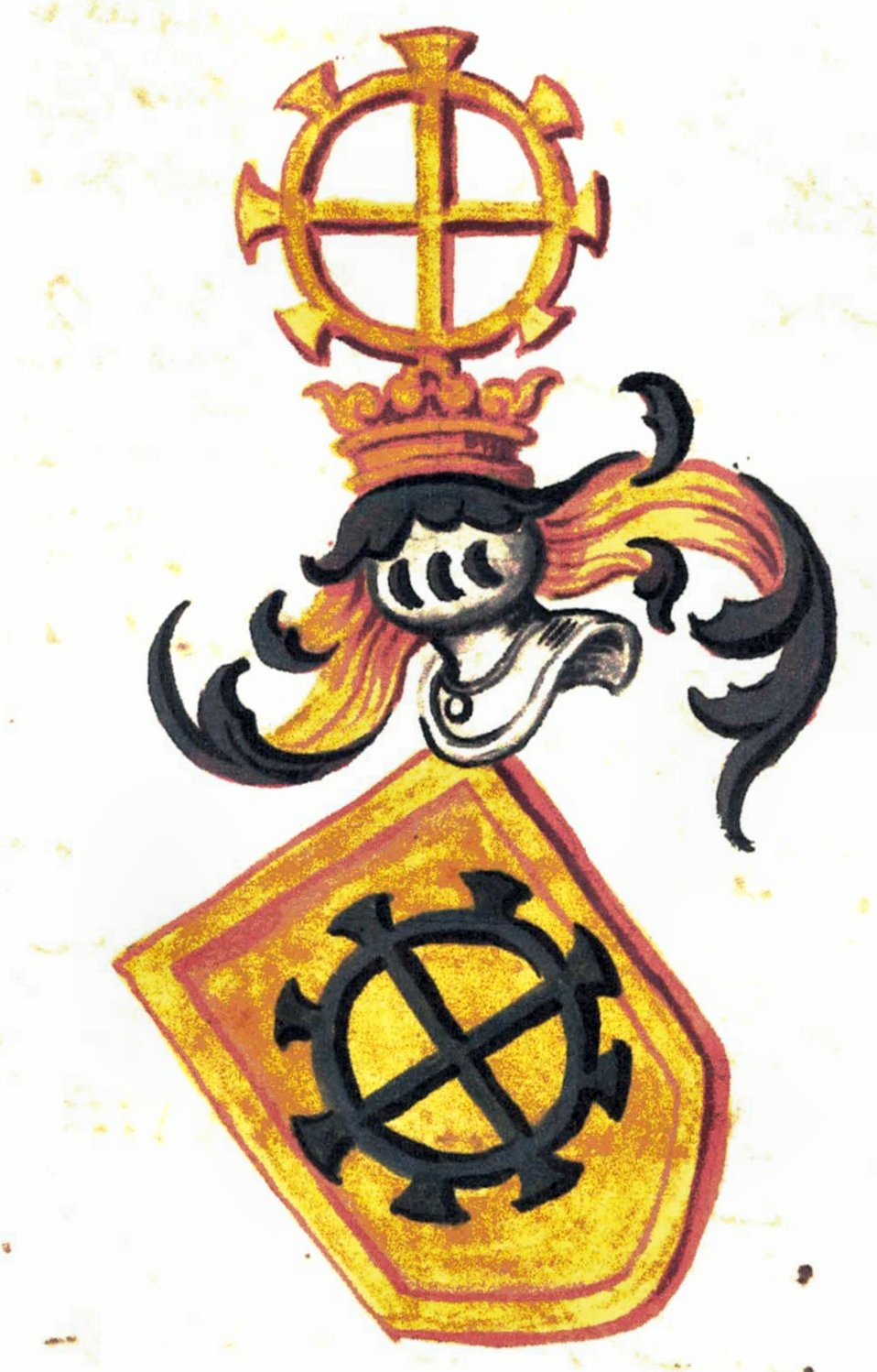
Wappen der Meisterin Elisabeth von Mülinen,[5] ca. 1350
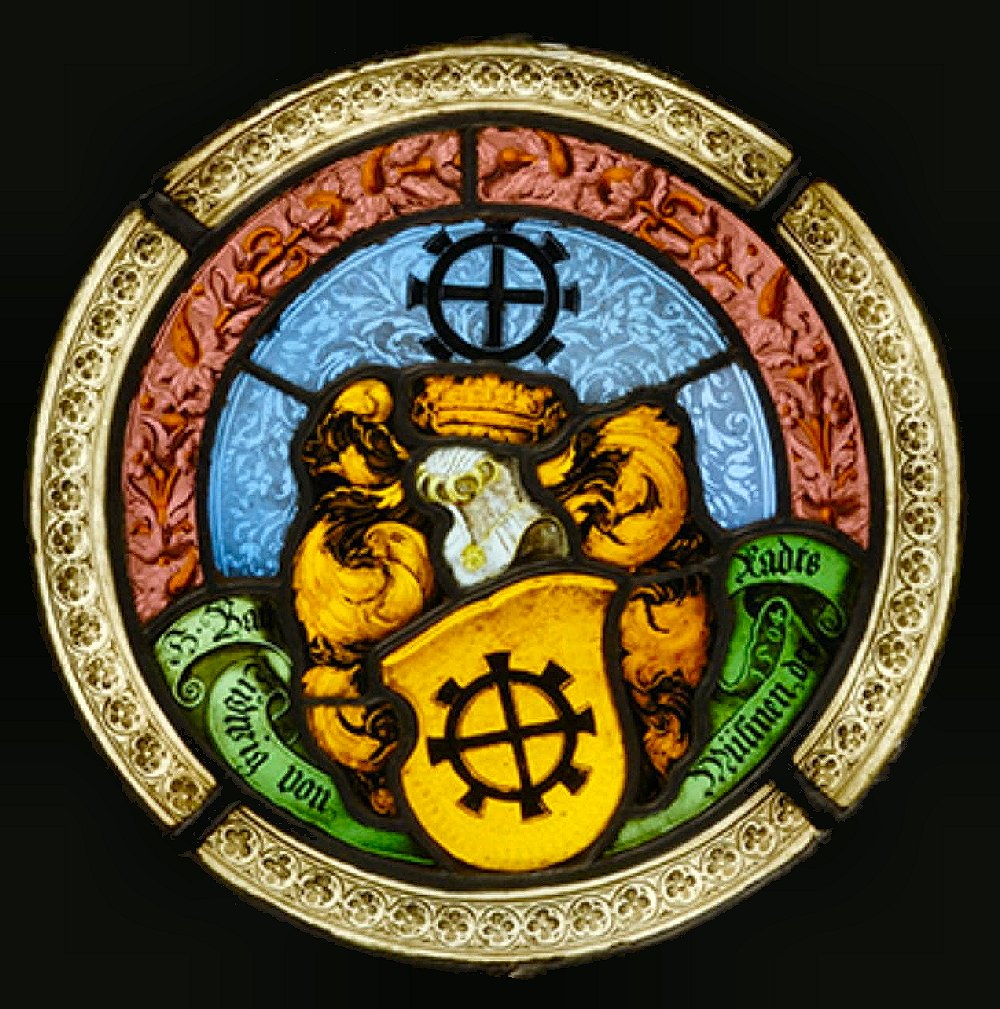
Wappenscheibe des Beat Ludwig von Mülinen, 1564
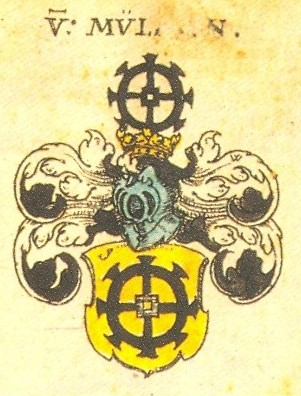
Wappen der Mülinen in Joh. Siebmachers Wappenbuch, 1605
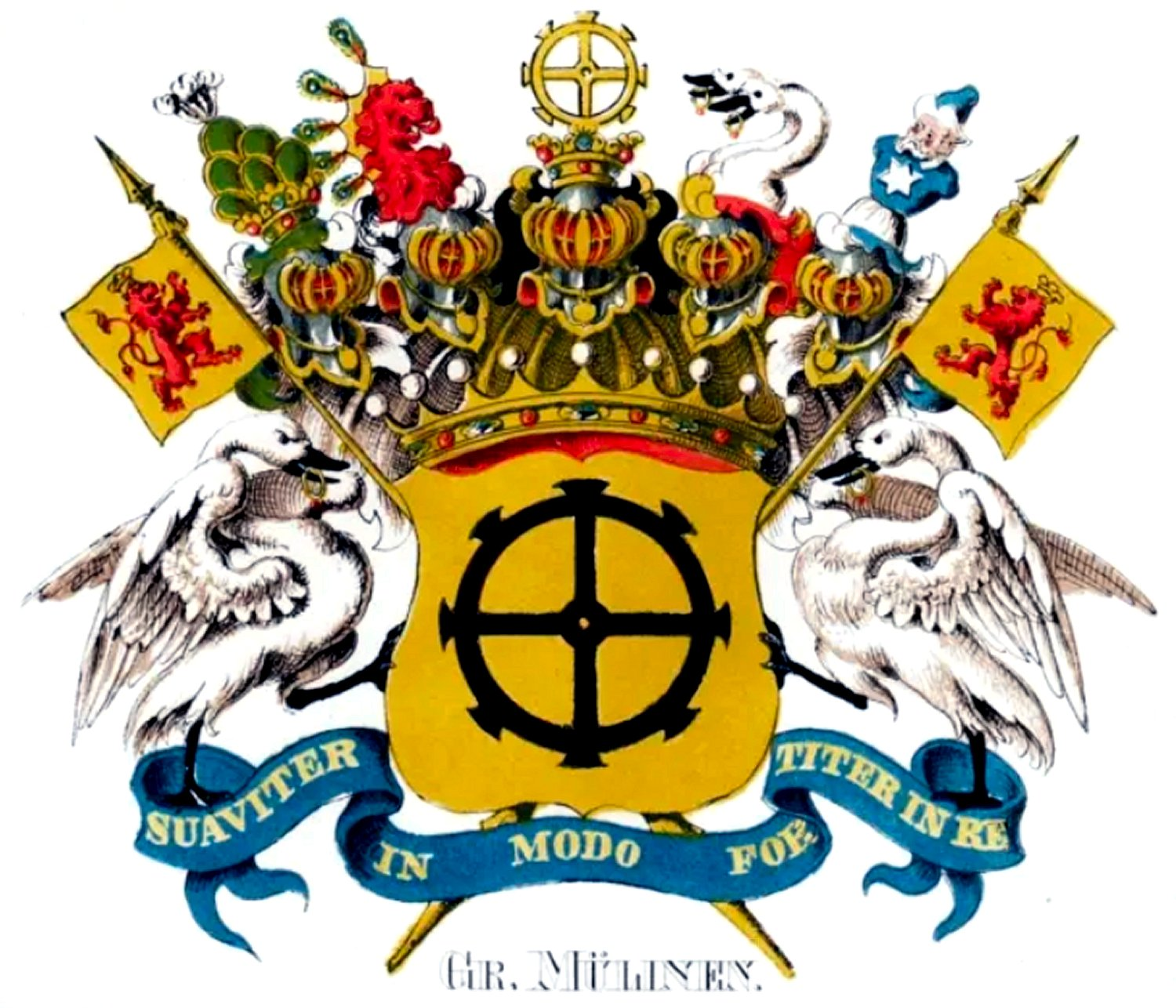
Wappen der Grafen von Mülinen

## Bekannte Familienangehörige
- Kaspar von Mülinen (1481–1538), Schweizer Adliger und Politiker
- Beat Ludwig von Mülinen (1521–1597), Schultheiss von Bern
- Niklaus von Mülinen (1570–1620), Berner Oberst, gefallen in der Schlacht bei Tirano 1620[6]
- Friedrich von Mülinen (1706–1769), Schweizer Politiker
- Albrecht von Mülinen (1732–1807), Schultheiss von Bern
- Niklaus Friedrich von Mülinen (1760–1833), Schultheiss von Bern
- Egbert Friedrich von Mülinen (1817–1887), Schweizer Historiker und Privatgelehrter
- Eberhardt Friedrich Graf von Mülinen (1861–1927), Orientalist und deutscher Diplomat[7]
- Helene von Mülinen (1850–1924), Frauenrechtlerin
- Wolfgang Friedrich von Mülinen (1863–1917), Historiker
- Alice von Mülinen (1868–1952), Lyrikerin
- Beatrix von Steiger (geb. von Mülinen; 1889–1974), Kulturschaffende